# Lesse (Salzgitter)
Lesse ist einer der insgesamt 31 Stadtteile der kreisfreien Stadt Salzgitter in Niedersachsen, gelegen in der Ortschaft Nordwest.
Lesse gehörte bis zum 31. März 1942 zum Landkreis Wolfenbüttel und wurde durch einen Verwaltungsakt am 1. April 1942 ein Teil der Großstadt Watenstedt-Salzgitter. Am 23. Januar 1951 wurde diese amtlich in Salzgitter umbenannt.

## Geschichte
Lesse wurde erstmals 1022 urkundlich erwähnt. Bereits um 1400 bestand der Ort aus 90 Bauernhöfen. 1543 wurde der Ort von Braunschweiger Truppen überfallen und vollständig zerstört. 1529, 1597 und 1598 fielen in Lesse viele Einwohner der Pest zum Opfer. Die Familie von Cramm hatte schon lange Besitzungen in Lesse. Um 1655 ließ sich ein Zweig der Familie mit Johann Karl von Cramm und seiner Ehefrau Anna Magdalena von Kniestedt in Lesse nieder und baute einen ihrer Höfe zum Rittergut mit Herrenhaus aus. Der sogenannte Cramm'sche Edelhof wurde im 19. Jhd. verkauft, nachdem die Familie das benachbarte Schloss Burgdorf des inzwischen ausgestorbenen Adelsgeschlechts Kniestedt gekauft hatte und umgezogen war. Herrenhaus und Hofanlage bestehen bis heute.

### Postgeschichte
Am 1. Oktober 1867 wurde in Lesse eine Postexpedition eröffnet, die über eine Fahrpost mit Salder verbunden war. Die Landbriefträger gingen nach Berel, Hohenassel, Nordassel, Oelber a. w. W. und Westerlinde.

### Wüstung Nienstedt
1548 soll das Dorf Nienstedt bereits wüst gegangen sein. Wüste Höfe nebst Hufen in Nienstedt gehörten dann zu Höfen in Lesse, Reppner und Barbecke. 1797 wurde das letzte „Haus von Nienstedt“ errichtet und 1868 nach Lesse umgesetzt.

### Freiwillige Feuerwehr
Mit dem „Gesetz, das Feuerhülfswesen betreffend“ vom 2. April 1874 kam es in den Folgemonaten zu einer Gründungswelle Freiwilliger Feuerwehren im Herzogtum Braunschweig. Am 17. Juli 1874 wurde die Freiwillige Feuerwehr Lesse gegründet.

### Bevölkerungsentwicklung
1900 wurden in Lesse 199 Wohngebäude und 1126 Einwohner gezählt.
| Jahr | Einwohner |
| ---- | --------- |
| 1821 | 1234      |
| 1848 | 1168      |
| 1871 | 1176      |
| 1910 | 1073      |
| 1925 | 1039      |
| 1933 | 1020      |
| 1939 | 1083      |
| 1946 | 2048      |
| 1950 | 2218      |

| Jahr | Einwohner |
| ---- | --------- |
| 1960 | 1732      |
| 1970 | 1391      |
| 1980 | 1285      |
| 1990 | 1341      |
| 2000 | 1310      |
| 2006 | 1215      |
| 2010 | 1165      |
| 2012 | 1123      |
| 2014 | 1134      |

| Jahr | Einwohner |
| ---- | --------- |
| 2016 | 1129      |
| 2018 | 1110      |
| 2019 | 1133      |
| 2020 | 1124      |
| 2021 | 1104      |
| 2022 | 1103      |
| 2023 | 1077      |
| 2024 | 1054      |

## Religion

### Evangelische Kirche

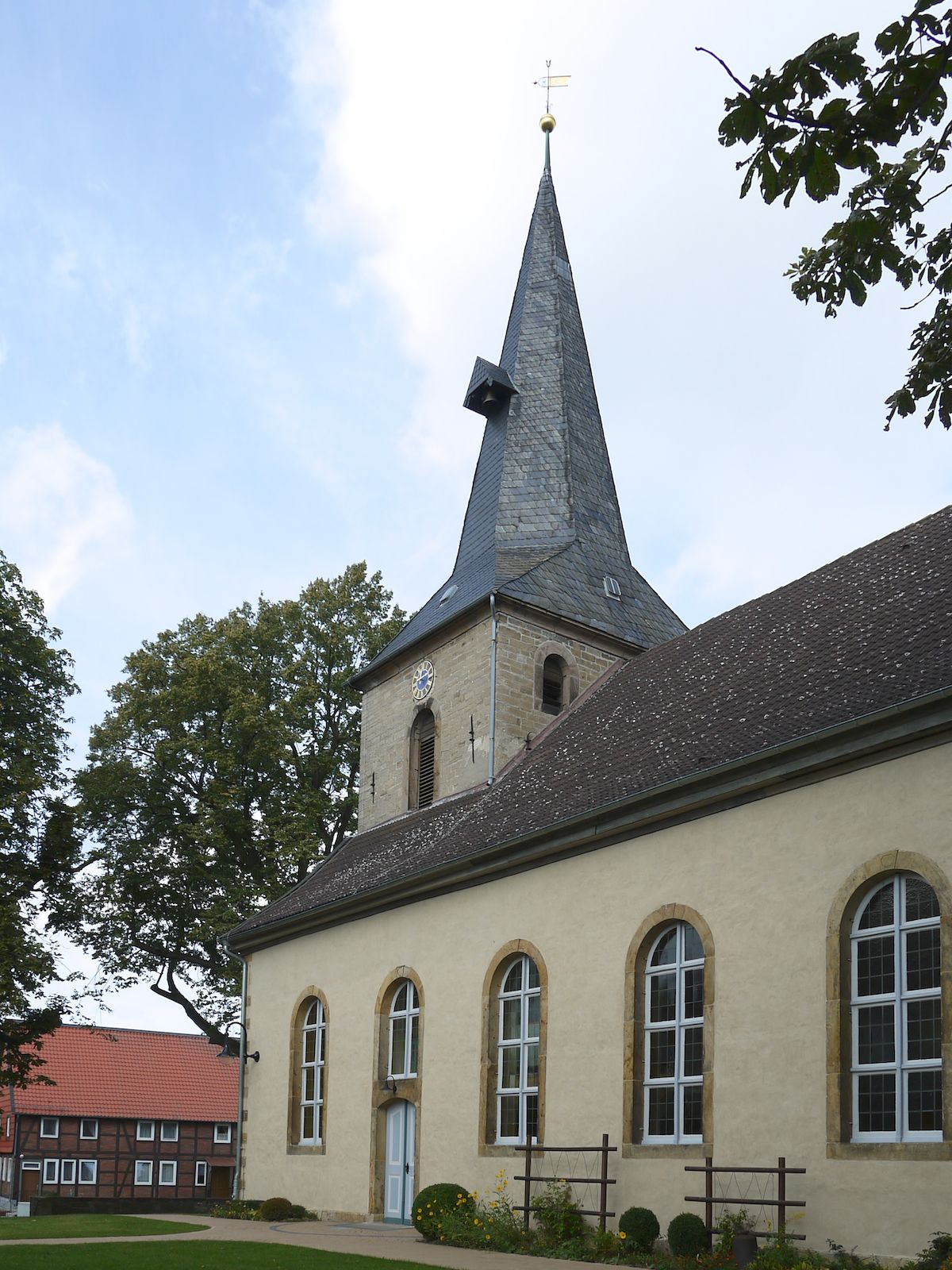
St.-Peter-und-Paul-Kirche

Der Name der Lesser Kirche wird üblicherweise mit St. Peter- und Paul angegeben, wenngleich das historisch nicht gefestigt ist. Auch ist nicht erkennbar, seit wann dieser Name Verwendung findet.
Um 1200 erfolgte der Kirchenbau aus Natursteinen, die im unteren Teil des Kirchturmes noch zum Teil erhalten sind.
Bei dem Einbau der neuen Heizung 1998 wurden bei Ausschachtungsarbeiten in der Kirche im Bereich des ehemaligen Süd-Ost-Eingangs Fundamente des Vorgängerbaus gefunden.
1796 bis 1799 wurde die baufällig gewordene Kirche teilweise abgerissen, neu aufgebaut und vergrößert. Der Kammerbaumeister Martin Carl Jakob Fricke, Braunschweig, gilt als Architekt dieses Neubaus. Dem Stil der Zeit folgend entstand eine rundum mit Emporen versehene Kirche, an deren Ostseite eine hölzerne Altarwand eingebaut war, in der auf Emporenhöhe die Kanzel, direkt über dem Altar, angebracht war. Die Zahl der Sitzplätze stieg nach der Renovierung auf gut 700.
An diesen Neubau erinnert auch die noch vorhandene Inschrift im Sandstein-Türsturz über dem ehemaligen Süd-Ost-Eingang aus dem Jahr 1796. Sie trägt auch den Namenszug des Baumeisters Johann Heinrich Julius Schweinhage(n) junior.
Der untere Teil des Kirchturms blieb bei dem Neubau erhalten. 1868, fünf Jahre nachdem der bisherige Dachreiter durch einen Sturm zerstört worden war, wurde der obere Teil mit der sechsflächigen Turmhaube aufgebaut. Dieser hat jetzt eine Höhe von 35 Metern.
Im Jahr 1957 wurde der Innenraum der Lesser Kirche im Stil der Nüchternheit umgebaut.
Sowohl der hölzerne Kanzelaltar als auch die Seitenemporen (Priechen) wurden entfernt. Die Kirchenbänke wurden erneuert.
Das jetzt überbreite Kirchenschiff wird im Westen von einer hölzernen, mit Glasfenstern besetzten Wand zu einem Flur getrennt. Über einen Mittelgang, der das Kirchenschiff in zwei Sitzhälften teilt, erreicht man im Osten den Altar. Er steht in einer conchenartigen Nische und ist über mehrere Stufen zu erreichen. So erhaben, bildet er mit dem schlichten Eichenkreuz das gedachte Zentrum der Kirche.
Als Anfang der 1980er Jahre die Kniestedter Kirche zu einem Veranstaltungszentrum umgebaut wurde, wurde deren Barockaltar in die Lesser Kirche umgesetzt. Dieser Altar wurde 1999 an die Landeskirche zurückgegeben und durch einen neuen ersetzt. Über diesem wurde ein modernes, farbiges Glasfenster eingebaut, das Szenen aus dem Leben des Petrus zeigt. Es ist ein Geschenk eines Lesser Landwirtsehepaars, wurde von der Künstlerin Verena Halbrehder von Falkenstein entworfen und ist in der Glaswerkstatt Schneemelcher in Quedlinburg entstanden.
Rechts vom Altar befindet sich die Kanzel, in schlichtem Eichenholz gehalten.
Links, fast ebenerdig, ist der Taufstein aufgestellt, der aus dem 19. Jh. stammt.

### Katholische Kapelle
Nachdem 1939 Bewohner des Saarlandes in das Innere des Reichsgebietes evakuiert worden waren, fanden in Lesse katholische Gottesdienste statt. 1940 wurde Lesse Sitz einer neu gegründeten Lokalkaplanei, die zur in Krähenriede ansässigen Pfarrvikarie „Reichswerke-Hermann-Göring-West“ der Wolfenbütteler Pfarrei St. Petrus gehörte.
Nachdem sich in Folge des Zweiten Weltkriegs auch im seit der Reformation evangelisch geprägten Lesse katholische Flüchtlinge und Heimatvertriebene niedergelassen hatten und ein katholisches Kinderheim von Watenstedt nach Lesse verlegt worden war, fanden zunächst Gottesdienste im Saal der Gastwirtschaft Schmidt statt. 1949 waren etwa 350 der 2200 Einwohner von Lesse katholisch. Im ersten Stock eines vorhandenen Gebäudes in der Kleinen Straße 9 (Mitte der 1970er Jahre in Lütge Straße umbenannt) wurde eine Marienkapelle mit etwa 50 Sitzplätzen eingerichtet, am 2. Oktober 1949 erfolgte ihre Benediktion durch Bischof Joseph Godehard Machens. 1966 wurde sie renoviert, 1987 bestand die Kapelle nicht mehr.
Heute gehören die katholischen Einwohner von Lesse zur Pfarrgemeinde St. Maximilian Kolbe im etwa vier Kilometer entfernten Fredenberg.

## Politik

### Wappen
| Wappen von Lesse | Blasonierung: „In Gold eine gestürzte blaue Wellenspitze, darin ein goldener Rohrkolben mit Halmblättern.“ |
| Wappen von Lesse | Wappenbegründung: Der Rohrkolben zwischen den aufsteigenden Wellenlinien spielt auf den Ortsnamen an, der Wasserlauf mit Riedgras bedeutet und wesentlich älter ist als der erste urkundliche Nachweis von 1022. Der Wasserlauf ist der Sangebach, der noch heute durch Lesse fließt mit Rohrkolben als typischen Vertretern einer Riedflora an seinen Ufern. Als lebendiges Naturdenkmal wie als Wappenfigur bezeugt der Rohrkolben den zähen Überlebenswillen der Lesser Bürger, die in der Vergangenheit mehrfach Zerstörungen ihres Dorfes erdulden mussten. Aber die übrig gebliebenen Einwohner bauten das Dorf jedes Mal wieder auf und nahmen sogar die Überlebenden aus dem einstigen Schwesterdorf Nienstedt auf. Das heutige Lesse hat also zwei geschichtliche Wurzeln und deswegen hat der Rohrkolben im Wappen zwei Blätter. Das aufsteigende heilkräftige Wasser erinnert an den Gesundbrunnen, der 1692 in Lesse entsprang und Kranke aus nah und fern anzog. Die braunschweigischen Landesfarben Blau-Gelb, die schon von mehreren örtlichen Vereinen als Vereinsfarben gezeigt wurden, bekunden überdies, dass Lesse, als Grenzort zwischen dem Herzogtum Braunschweig und dem Hochstift Hildesheim häufig umkämpft, stets zum Braunschweiger Land gehört hat. Das Wappen wurde vom Heraldiker Arnold Rabbow gestaltet und am 5. September 2001 von einer Bürgerversammlung einmütig angenommen. |